# Alexandre Novikov
Pour les articles homonymes, voir Novikov.
Alexandre Alexandrovitch Novikov (en russe : Алекса́ндр Алекса́ндрович Но́виков), né le 19 novembre 1900 à Nerekhta et mort le 3 décembre 1976 à Moscou, est un militaire soviétique.
Il est le maréchal en chef de l'aviation pour les forces aériennes soviétiques pendant l'engagement de la Russie dans la Seconde Guerre mondiale.
Il a reçu deux fois le titre de Héros de l'Union soviétique, ainsi qu'un certain nombre d'autres décorations soviétiques.